# José Crespo
José Crespo Iglesias (Lalín, 12 de mayo de 1959) es un político español. Fue alcalde de Lalín desde 1990 hasta 2015 y actualmente lo es desde 2019. También es senador desde el 17 de agosto de 2023, cargo que también ocupó entre 2015 y 2019.

## Biografía
Es el secretario comarcal del Partido Popular do Deza y Secretario de organización del PPdeG (desde 2006).
Crespo estudió en el Seminario de Lugo e inició estudios de Filología en la Universidad de Santiago. Comenzó su carrera política como pedáneo de su parroquia y participando en la constitución de la cooperativa Aprodeza, de la que fue presidente. 
En 1987 fue elegido concejal por el Partido Popular en la lista que encabezaba Xosé Cuíña a la alcaldía de Lalín. Cuando Cuíña fue elegido consejero de la Junta de Galicia, lo sucedió como alcalde de Lalín el 3 de febrero de 1990; desde entonces, ha ganado por mayoría absoluta las elecciones municipales de 1991, 1995, 1999, 2003, 2007 y 2011. En el 2015 también ganó las elecciones pero sin mayoría absoluta, lo que propició que Rafael Cuiña fuese elegido alcalde de Lalín. En el 2019 volvió a ganar las elecciones  y recuperó la mayoría absoluta y fue reelegido alcalde de Lalín.
En 2023 tras las elecciones del 23 de julio consiguió otra vez su acta de senador en la XV legislatura.